# NGC 3413
NGC 3413 ist eine linsenförmige Zwerggalaxie vom Hubble-Typ S0 im Sternbild Kleiner Löwe am Nordsternhimmel. Sie ist schätzungsweise 28 Millionen Lichtjahre von der Milchstraße entfernt und hat einen Durchmesser von etwa 15.000 Lichtjahren. 

Sie gilt als Mitglied der elf Galaxien zählenden NGC 3396-Gruppe (LGG 218). Gemeinsam mit NGC 3424 und NGC 3430 bildet sie das Galaxientrio Holm 218. Im selben Himmelsareal befinden sich u. a. die Galaxien NGC 3396, IC 2605, IC 2608, IC 2610.

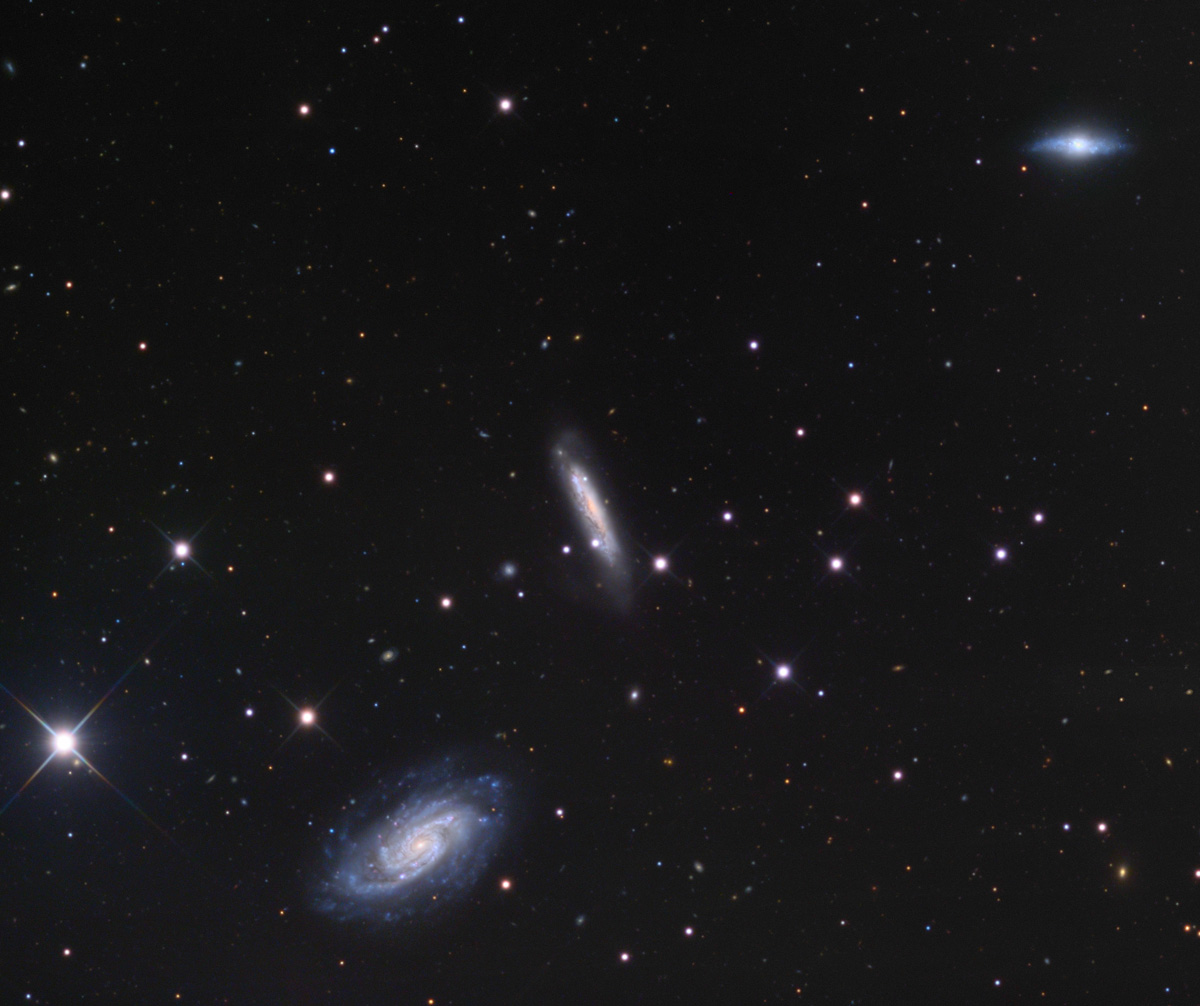
Holm 218

Das Objekt wurde am  7. Dezember 1785 von dem Astronomen Wilhelm Herschel entdeckt.